# Sciame di dicchi Matachewan

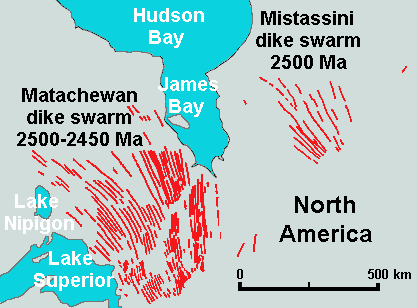
Mappa dello sciame di dicchi Matachewan e dello sciame di dicchi Mistassini, nel settore orientale del Canada.

Lo sciame di dicchi Matachewan è un vasto sciame di dicchi risalente al Paleoproterozoico, situato nell'Ontario Settentrionale, in Canada. 
Lo sciame ha un'età compresa tra 2.500 e 2.450 milioni di anni, ed è costituito da dicchi basaltici intrusi in rocce a base di scisto verde, granito e rilievi sedimentari metamorfizzati appartenenti al Cratone Superiore dello Scudo canadese.
Lo sciame Matachewan si estende su una superficie di circa 360.000 km² ed è pertanto classificabile come una grande provincia ignea.